# Herniaria capensis
Herniaria capensis là loài thực vật có hoa thuộc họ Cẩm chướng. Loài này được Bartl. mô tả khoa học đầu tiên.